# The Fabulous Rhinestones
The Fabulous Rhinestones war eine R&B-orientierte Rockband, die 1971 in San Francisco von Kal David (Gitarre, Gesang; ex-Illinois Speed Press) und Harvey Brooks (Bass; ex-Electric Flag) gegründet wurde.
Nach der Gründung zog die Band nach Woodstock (New York), damals ein Sammelpunkt von Musikern wie Bob Dylan, Paul Butterfield und etlichen anderen. The Fabulous Rhinestones musizierten mit befreundeten Bands und Musikern wie The Band und Paul Butterfield. Schließlich erhielten sie einen Vertrag mit Michael Lang, einem der Organisatoren des Woodstock-Festivals.
In den nächsten Jahren veröffentlichten die Fabulous Rhinestones drei Alben, die trotz guter Kritiken keinen kommerziellen Erfolg erzielten. Sie hatten Auftritte mit einigen Größen der damaligen Musikszene, darunter die Allman Brothers, Stevie Wonder, die Doobie Brothers und John Lennon.
Mitte der 1970er Jahre lösten sich die Fabulous Rhinestones auf.

## Diskografie
- 1972: The Fabulous Rhinestones
- 1973: Freewheelin’
- 1975: The Rhinestones